# Bud Dupree
Alvin „Bud“ Dupree Jr. (geboren am 12. Februar 1993 in Macon, Georgia) ist ein US-amerikanischer American-Football-Spieler auf der Position des Outside Linebackers. Er spielte College Football für die University of Kentucky. Zurzeit steht Dupree bei den Los Angeles Chargers in der National Football League (NFL) unter Vertrag. Zuvor spielte er sechs Jahre lang für die Pittsburgh Steelers, zwei Jahre lang für die Tennessee Titans und ein Jahr lang für die Atlanta Falcons.

## College
Dupree besuchte die Wilkinson County High School in Irwinton, Georgia, wo er Basketball und American Football als Wide Receiver, Tight End und Defensive End spielte. Anschließend ging er auf die University of Kentucky, wo er für die Kentucky Wildcats in der NCAA Division I FBS spielte. Dort war er zunächst als Tight End eingeplant, wurde allerdings in der Defense eingesetzt, um schneller Spielpraxis zu bekommen. In den vier Jahren für Kentucky wurde er als Linebacker und als Defensive End eingesetzt.
Insgesamt erzielte Dupree in seiner College-Zeit 248 Tackles, davon 38 für Raumverlust und 23,5 Sacks. In seinem Jahr als Senior konnte er 13,5 Tackles for Loss und 7,5 Sacks verbuchen. Für diese Leistung wurde er in das All-Star-Team der Southeastern Conference (SEC) gewählt.

## NFL
Dupree wurde im NFL Draft 2015 in der ersten Runde an 22. Stelle von den Pittsburgh Steelers ausgewählt. In seiner Rookiesaison stand er in allen Spielen der Steelers auf dem Feld, davon viermal von Beginn an. Er erzielte 26 Tackles und vier Sacks. Wegen eines Muskelrisses verpasste Dupree die ersten neun Partien der Spielzeit 2016. Im April 2018 zogen die Steelers Duprees Vertragsoption auf ein fünftes Jahr über 9,2 Millionen Dollar. Mit 20 Sacks in seinen ersten vier Jahren spielte Dupree solide, erfüllte aber zunächst nicht die Erwartungen, die als Erstrundenpick in ihn gesetzt worden waren. In der Saison 2019 zeigte Dupree seine bis dahin stärkste Leistung. Ihm gelangen 68 Tackles, 11,5 Sacks und er erzwang vier Fumbles.
Am 16. März 2020 belegten die Steelers Dupree mit dem Franchise Tag, womit er für die Saison 2020 etwa 15,8 Millionen US-Dollar erhielt. Am 12. Spieltag zog sich Dupree im Spiel gegen die Baltimore Ravens einen Kreuzbandriss zu und verpasste daher den Rest der Saison.
Im März 2021 unterschrieb Dupree einen Fünfjahresvertrag über 85 Millionen Dollar, davon 35 Millionen garantiert, bei den Tennessee Titans. Er bestritt in zwei Jahren für Tennessee 22 von 34 möglichen Spielen der Regular Season und erzielte dabei sieben Sacks, damit konnte er die in ihn gesetzten Erwartungen nicht erfüllen. Am 6. März 2023 wurde Dupree von den Titans entlassen.
Am 14. April 2023 unterschrieb Dupree einen Einjahresvertrag bei den Atlanta Falcons. In 16 Spielen gelangen ihm 6,5 Sacks.
Im Mai 2024 nahmen die Los Angeles Chargers Dupree unter Vertrag.

### NFL-Statistiken
| Saison                             | Saison | Spiele | Spiele      | Tackles | Tackles | Tackles | Tackles | Interceptions | Interceptions | Interceptions | Interceptions | Interceptions | Fumbles | Fumbles | Fumbles |
| Jahr                               | Team   | Spiele | als Starter | Gesamt  | Solo    | Ast     | Sacks   | PD            | INT           | Yds           | Lng           | TD            | FF      | FR      | TD      |
| ---------------------------------- | ------ | ------ | ----------- | ------- | ------- | ------- | ------- | ------------- | ------------- | ------------- | ------------- | ------------- | ------- | ------- | ------- |
| 2015                               | PIT    | 16     | 5           | 26      | 17      | 9       | 4,0     | 1             | 0             | 0             | 0             | 0             | 0       | 0       | 0       |
| 2016                               | PIT    | 7      | 4           | 24      | 19      | 5       | 4,5     | 1             | 0             | 0             | 0             | 0             | 1       | 0       | 0       |
| 2017                               | PIT    | 15     | 15          | 40      | 31      | 9       | 6,0     | 1             | 0             | 0             | 0             | 0             | 0       | 1       | 0       |
| 2018                               | PIT    | 16     | 15          | 42      | 30      | 12      | 5,5     | 3             | 1             | 10            | 10            | 1             | 1       | 0       | 0       |
| 2019                               | PIT    | 16     | 16          | 68      | 49      | 19      | 11,5    | 3             | 0             | 0             | 0             | 0             | 4       | 1       | 0       |
| 2020                               | PIT    | 11     | 11          | 31      | 23      | 8       | 8,0     | 2             | 0             | 0             | 0             | 0             | 2       | 0       | 0       |
| 2021                               | TEN    | 11     | 6           | 17      | 13      | 4       | 3,0     | 1             | 0             | 0             | 0             | 0             | 0       | 1       | 0       |
| 2022                               | TEN    | 11     | 11          | 18      | 14      | 4       | 4,0     | 0             | 0             | 0             | 0             | 0             | 1       | 2       | 0       |
| 2023                               | ATL    | 16     | 16          | 39      | 17      | 22      | 6,5     | 3             | 0             | 0             | 0             | 0             | 2       | 0       | 0       |
| 2024                               | LAC    | 17     | 0           | 28      | 18      | 10      | 6,0     | 2             | 1             | 0             | 0             | 0             | 1       | 0       | 0       |
| Gesamt                             | Gesamt | 136    | 99          | 333     | 231     | 102     | 59,0    | 17            | 2             | 10            | 10            | 1             | 13      | 4       | 0       |
| Quelle: pro-football-reference.com |        |        |             |         |         |         |         |               |               |               |               |               |         |         |         |